# Gratabous
El gratabous o capçuda (Centaurea scabiosa) és una espècie de planta perenne de la família asteràcia. És originària d'Europa i du flors porpra sobre un capítol gairebé esfèric. Les fulles que surten de la part baixa de la tija són pinnatisectes o pinnatipartides la planta fa de 20 a 150 cm d'alçada i floreix de juny a agost. Els papus fan de 3 a 5 mm. Als Països Catalans es troba en pstures seques i camps de cereals en l'estatge montà i contrades del nord del Mediterrani principalment les sotmeses a climes de tendència continental. No es troba a les Balears. És una planta melífera. En medicina popular es feia servir com a vulnerària (contra els cops) i emol·lient. Aquesta planta es pot confondre amb Succisa pratensis, però en el gratabous les fulles estan disposades alternament i en S. pratensis ho són alternadament.

## Imatges

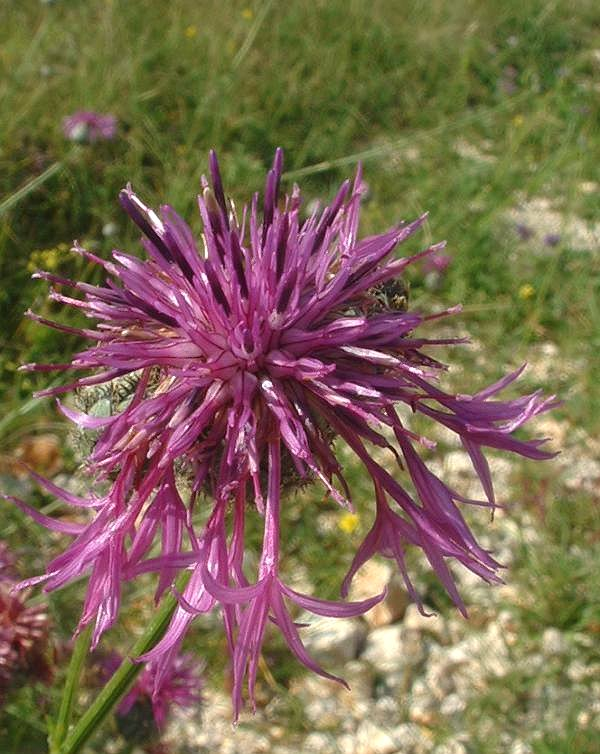
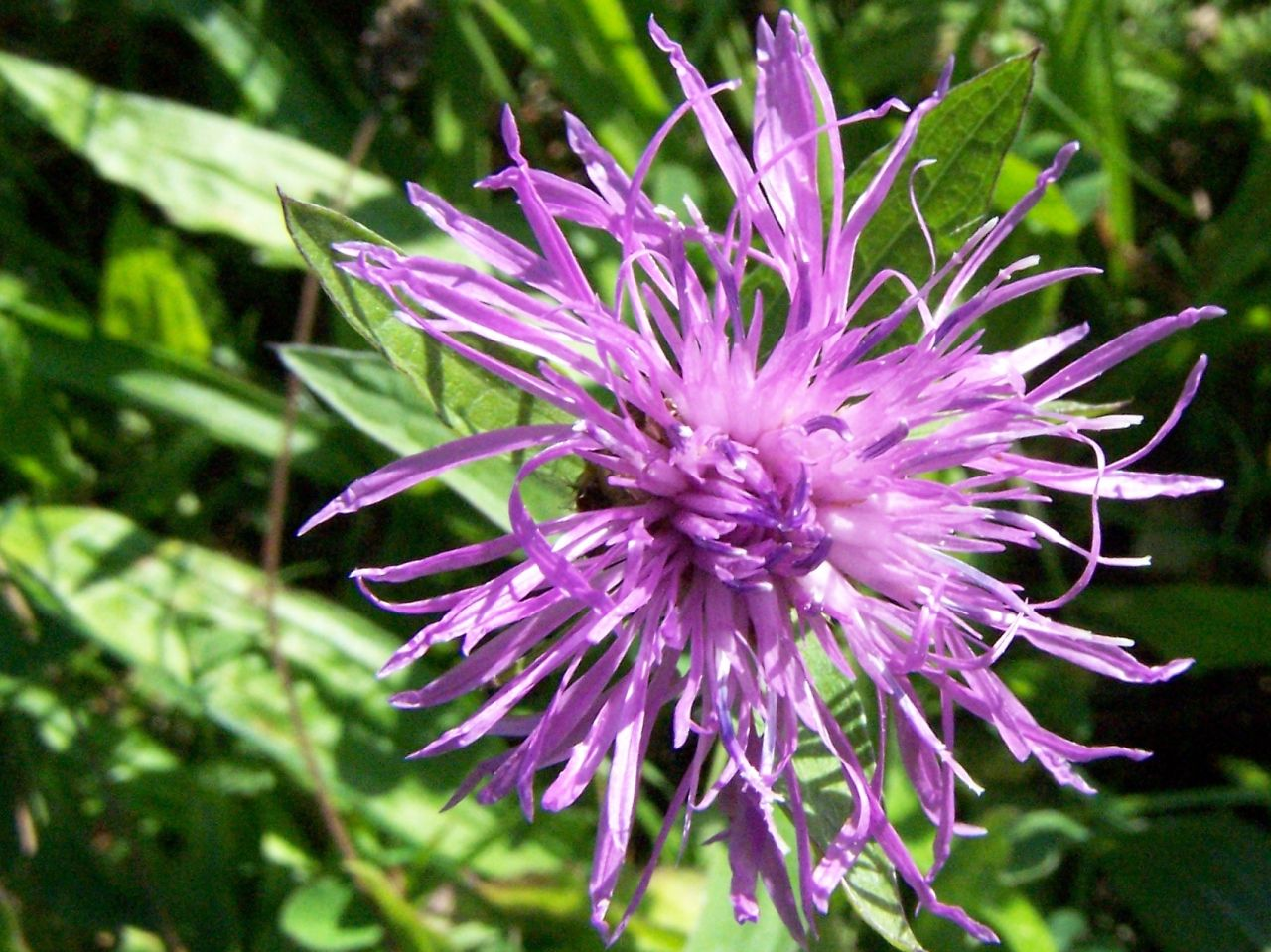
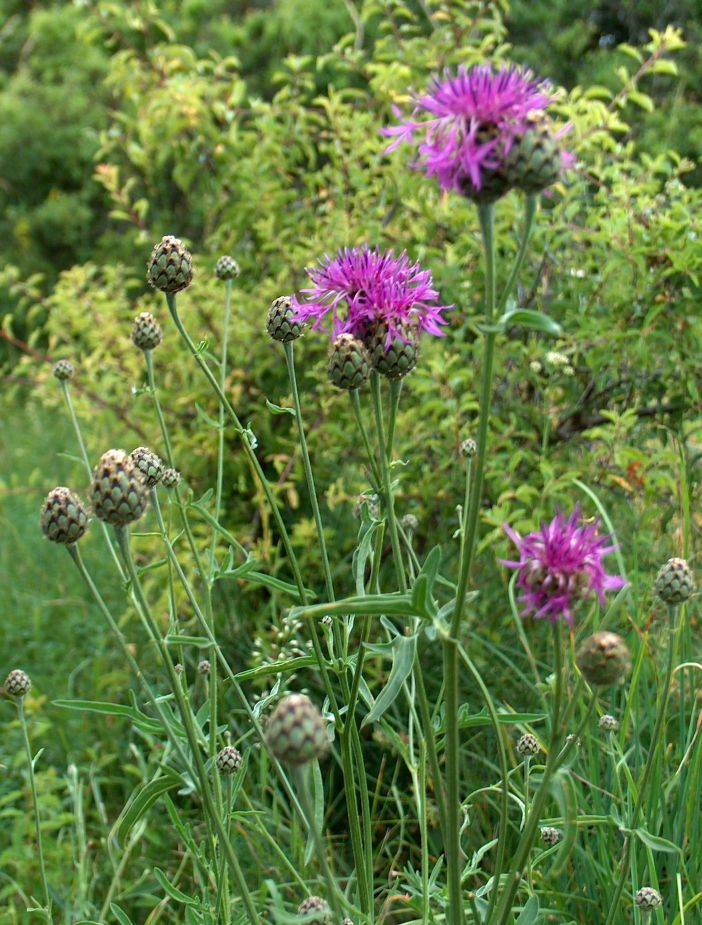
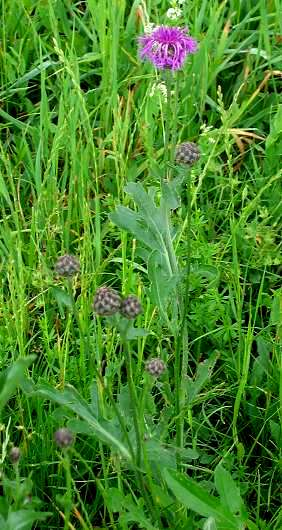
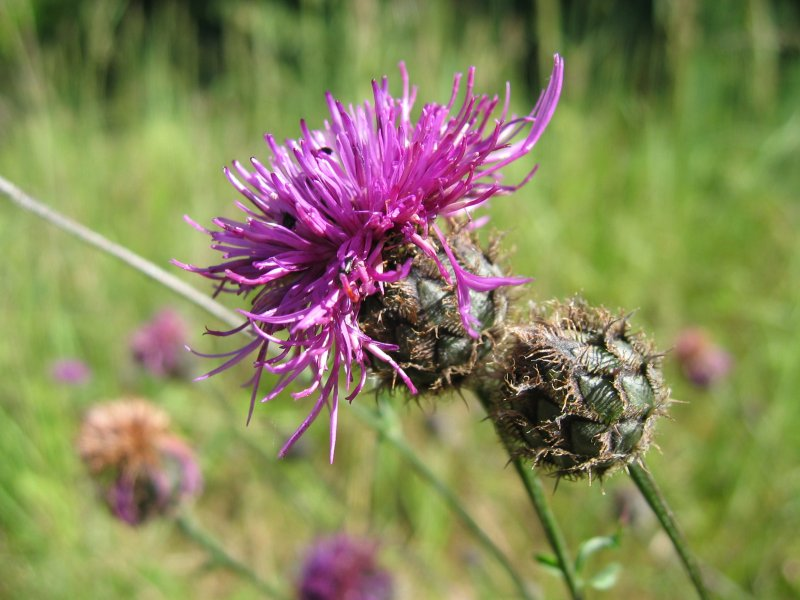
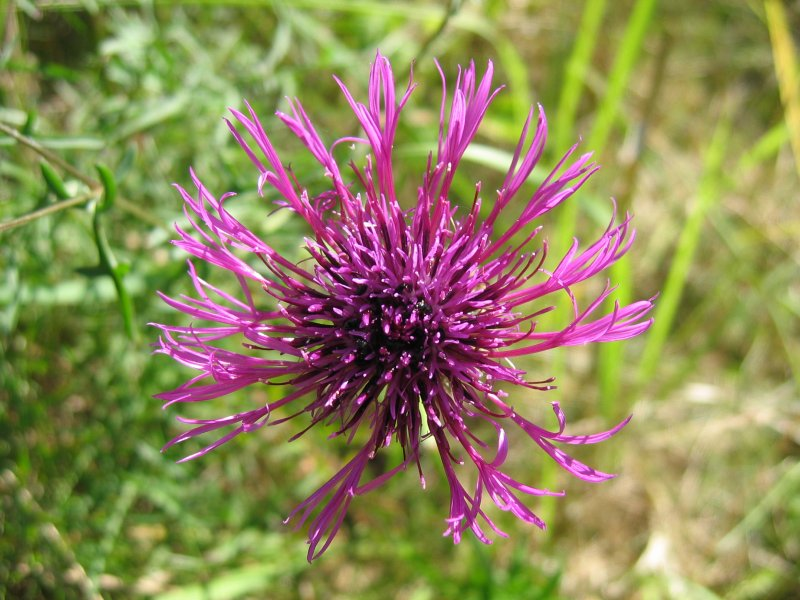
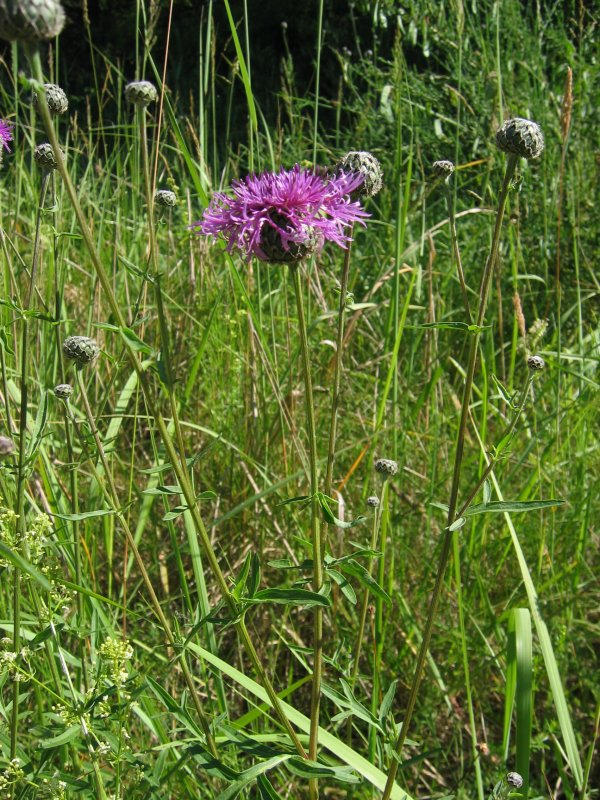
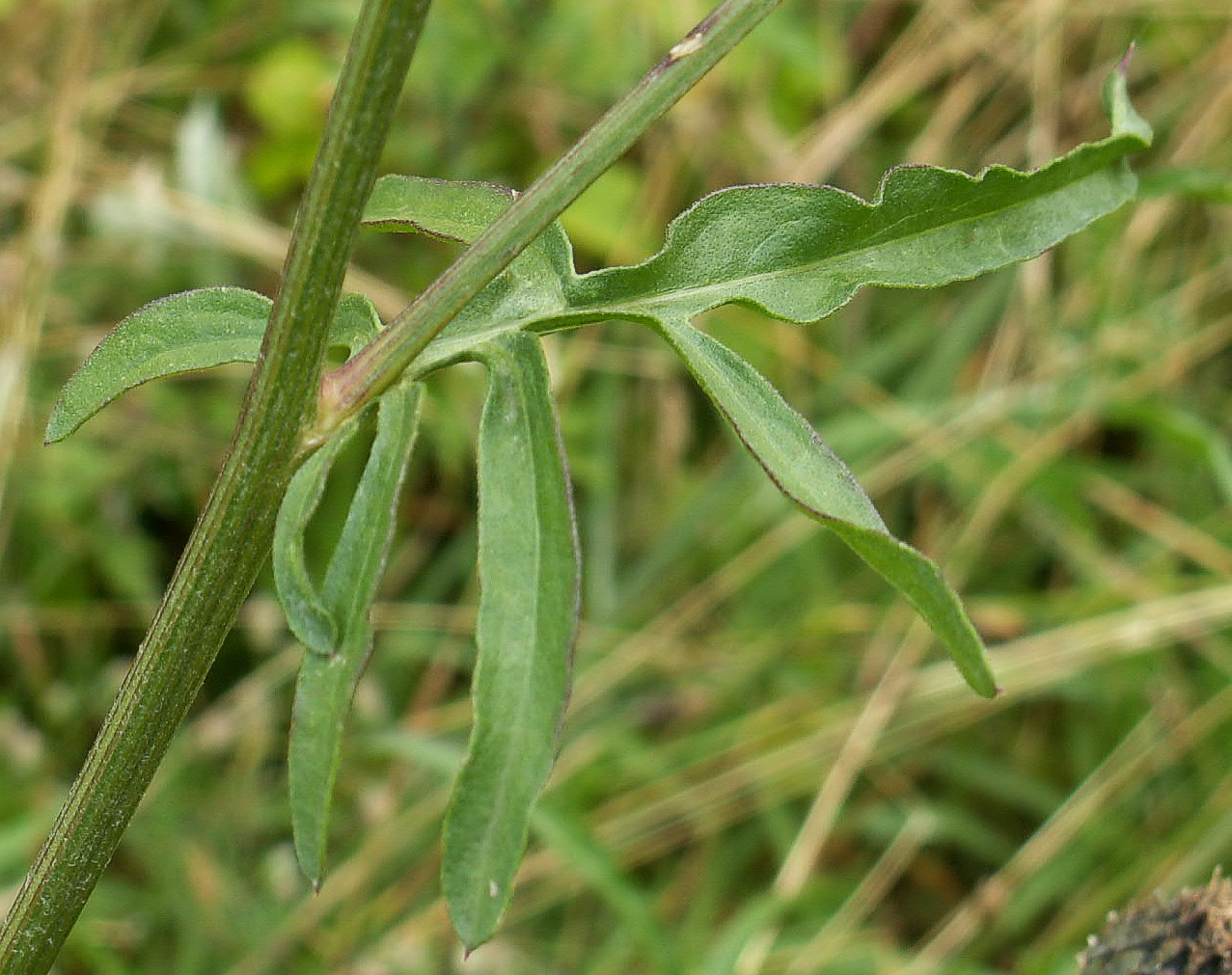